# Marwa Range
Aden Marwa Range (* 31. Januar 1977) ist ein ehemaliger kenianischer Fußballschiedsrichterassistent.
Von 2008 bis 2018 stand Range auf der Liste der FIFA-Schiedsrichter und war an der Spielleitung internationaler Fußballspiele beteiligt.
Range wurde bei insgesamt vier Afrika-Cups eingesetzt. Beim Afrika-Cup 2012 in Äquatorialguinea und Gabun, beim Afrika-Cup 2013 in Südafrika, beim Afrika-Cup 2015 in Äquatorialguinea und beim Afrika-Cup 2017 in Gabun leitete er insgesamt 14 Spiele.
Zudem war er unter anderem Schiedsrichterassistent bei der U-17-Weltmeisterschaft 2011 in Mexiko und der U-17-Weltmeisterschaft 2013 in den Vereinigten Arabischen Emiraten, beim FIFA-Konföderationen-Pokal 2017 in Russland und bei der Afrikanischen Nationenmeisterschaft 2018 in Marokko.
Daraufhin wurde Range als Assistent von Bakary Gassama für die Weltmeisterschaft 2018 in Russland nominiert. Eine Woche vor Beginn des Turniers veröffentlichte die BBC die investigative Recherche eines ghanaischen Journalisten, die einen Bestechungsskandal offenlegte. Range wurde dabei gefilmt, wie er vor einem früheren Spiel 600 US-Dollar annahm. Daraufhin wurde er von der Liste der Spieloffiziellen für die Weltmeisterschaft 2018 gestrichen und von der CAF lebenslang für alle Fußballaktivitäten gesperrt.